# Wavellite
La wavellite Al3(PO4)2(OH,F)3•5(H2O), fosfato idrato d'alluminio, è un minerale appartenente al gruppo dei Fosfati. Il termine Wavellite deriva dal nome dello scopritore, William Wavel.

## Abito cristallino
Sistema cristallino Ortorombico. I singoli cristalli sono primasmatici paralleli al piano [001] e striati su piani (110) paralleli a [001]. Rari i cristalli isolati, perlopiù aggregati fibroso-raggiati sferulitici.

## Origine e giacitura
Il minerale si forma come alterazione di minerali preesistenti del tipo apatite, per genesi idrotermale a bassissima temperatura mediante solidificazione dei fluidi residuali ultimi dopo il consolidamento di rocce tipo graniti e pegmatiti, ed è stata anche ritrovata in vene in rocce di basso grado metamorfico con abbondante alluminio, in pegmatiti con fosfati, in rocce metamorfiche, in tufi contenenti molta apatite, in giacimenti di limonite e depositi di fosforite.

## Forma in cui si presenta in natura
I cristalli isolati sono rari. In genere si trova sotto forma di aggregati emisferici o globulari con organizzazione interna sferulitica raggiata oppure stellata; si trova raramente come croste e in forma stalattica; più raramente in masse opaline simili al calcedonio.

## Utilizzi
Nei giacimenti ove viene trovata abbondantemente viene estratta per preparare fertilizzanti a base di fosfati.

## Luoghi di ritrovamento
- Italia: a Manziana ed a Allumiere nel Lazio.[5]
- Europa: Cornovaglia[5] negli scisti argillosi a Barnstaple nel Devonshire, contea del Regno Unito; Boemia; Langestriegis nella Sassonia e Amberg-Auerbach nella Baviera regioni della Germania; Clonmel, Tracton e Kinsale nell'Irlanda.[6]
- America: Ouro Preto in Brasile; nei tufi della Bolivia; nella contea di Montgomery in Arkansas e a Holly Springs in Pennsylvania (Stati Uniti).[5]